# Paint the Sky with Stars
A Paint the Sky with Stars Enya ír zeneszerző és énekesnő első válogatásalbuma. 1997-ben jelent meg. Két új dal szerepel rajta, a Paint the Sky with Stars és az Only If…, utóbbi kislemezen is megjelent.

## Dalok
Minden dal szerzője Enya, dalszövegírója pedig Roma Ryan, kivéve a Marble Hallst, mely egy opera áriája.
1. Orinoco Flow – 4:26
2. Caribbean Blue – 3:58
3. Book of Days – 2:56
4. Anywhere Is – 3:46
5. Only If… – 3:19
6. The Celts – 2:57
7. China Roses – 4:40
8. Shepherd Moons – 3:40
9. Ebudæ – 1:52
10. Storms in Africa – 4:11
11. Watermark – 2:26
12. Paint the Sky with Stars – 4:15
13. Marble Halls – 3:55
14. On My Way Home – 3:38
15. The Memory of Trees – 4:19
16. Boadicea – 3:28

## Kislemezek
Az Only If… 1997-ben jelent meg, az album egyetlen kislemezeként.

## Közreműködők
- Producer: Nicky Ryan
- Átdolgozás: Enya, Nicky Ryan
- Fotók: David Scheinmann
- Kalligráfia, design: Brody Neuenschwander
- Mastering: Arun

## Helyezések és minősítések
| Ország             | Legfelső helyezés | Minősítés  | Eladott példányszám |
| ------------------ | ----------------- | ---------- | ------------------- |
| Ausztrália         |                   | 3× platina | 210 000+            |
| Ausztria           | 3                 | Platina    | 30 000+             |
| Brazília           |                   | 2× platina | 500 000+            |
| Egyesült Államok   | 30                | 4× platina | 4 300 000+          |
| Egyesült Királyság | 4                 | Platina    | 300 000+            |
| Finnország         | 12                | Arany      | 23 974+             |
| Franciaország      |                   |            |                     |
| Hollandia          |                   | Arany      | 40 000+             |
| Japán              | 4                 | 4× platina | 1 060 000+          |
| Németország        |                   | Platina    | 200 000+            |
| Norvégia           | 2 (4 hétig)       | Platina    | 40 000+             |
| Svájc              | 7 (4 hétig)       | Platina    | 50 000+             |
| Svédország         | 1 (2 hétig)       | 2× platina | 160 000+            |

## Külső hivatkozások
- Fórum magyar nyelven, Enya, Clannad és már ír zenészekről – enyamusic.hu (hu)
- Az album dalszövegei magyarul